# Рогожник (округ Гуменне)
Рогожник або Рогожнік (словац. Rohožník) — село в Словаччині, Гуменському окрузі Пряшівського краю. Розташоване в північно—східній частині Словаччини в південній частині Низьких Бескидів в долині правосторонньої притоки Ситнички.
Уперше згадується у 1454 році.

## Пам'ятки
У селі є греко-католицька церква Вознесіння Господа з 1927 року в стилі необароко.

## Населення
| Рік:            | 1993 | 2003     | 2013     | 2023     |
| --------------- | ---- | -------- | -------- | -------- |
| Кількість осіб: | 61   | 43       | 32       | 37       |
| Різниця:        |      | -29,50 % | -25,58 % | +15,62 % |

| Рік:            | 2022 | 2023   |
| --------------- | ---- | ------ |
| Кількість осіб: | 40   | 37     |
| Різниця:        |      | -7,5 % |

У селі проживає 47 осіб.
Національний склад населення (за даними останнього перепису населення — 2001 року):
- словаки — 93,62 %.

Склад населення за приналежністю до релігії станом на 2001 рік:
- греко-католики — 80,85 %,
- римо-католики — 10,64 %,
- не вважають себе вірянами або не належать до жодної вищезгаданої конфесії — 8,51 %.